# L'artiglio
L'artiglio (The Claw) è un film muto del 1918 diretto da Robert G. Vignola. La sceneggiatura di Charles E. Whittaker si basa su The Claw, romanzo di Cynthia Stockley pubblicato a New York nel 1911.

## Trama
Mentre si trova nel veld sudafricano, Mary Saurin viene lasciata sola dal conducente ubriaco del suo carro, che si disinteressa completamente di lei. Spaventata dai rumori delle fiere, Mary trova aiuto nel maggiore Kinsella, che l'accompagna a Fort George, dove l'aspetta suo fratello Dick, commissario locale. Nell'avamposto britannico giunge in visita anche la signora Valetta. Oltre a Kinsella e a Dick, lì vive anche Maurice Stair, il vice commissario. Presto Mary e Kinsella si innamorano, fidanzandosi. Ma gli indigeni della zona sono irrequieti e, un giorno, il maggiore parte alla testa dei suoi uomini per andare a combatterli. Il gruppo, però, viene assalito e l'unico che riesce a fuggire è Stair che, per paura, si era sottratto al combattimento. Giunto al villaggio, racconta che gli altri sono tutti morti e che le ultime parole di Kinsella sono state per raccomandargli di riferire a Mary che doveva sposarsi con lui così da poter trovare un uomo che la proteggesse dai pericoli. Mary, convinta da Stair, accetta quel matrimonio ma, subito dopo le nozze, scopre la codardia del marito e lo lascia. Quando si viene a sapere che Kinsella è ancora vivo, Stair - pentito - parte alla sua ricerca. Ferito, riesce a riportare il maggiore a Fort George per poi morire tra le braccia di Mary.

## Produzione
Il film fu prodotto dalla Clara Kimball Young Film Corporation.

## Distribuzione
Il copyright del film, richiesto dalla C. K. Y. Film Corp., fu registrato il 10 giugno 1918 con il numero LP12515. Lo stesso giorno, il film - distribuito dalla Select Pictures Corporation e presentato da Clara Kimball Young - uscì nelle sale cinematografiche statunitensi. In Italia fu distribuito nel 1921 con il visto di censura numero 15718.
Non si conoscono copie ancora esistenti della pellicola che viene considerata presumibilmente perduta.

## Altre versioni
Nel 1927, l'Universal Pictures produsse un remake, The Claw, diretto da Sidney Olcott e interpretato da Norman Kerry e Claire Windsor.